# Szirti galamb

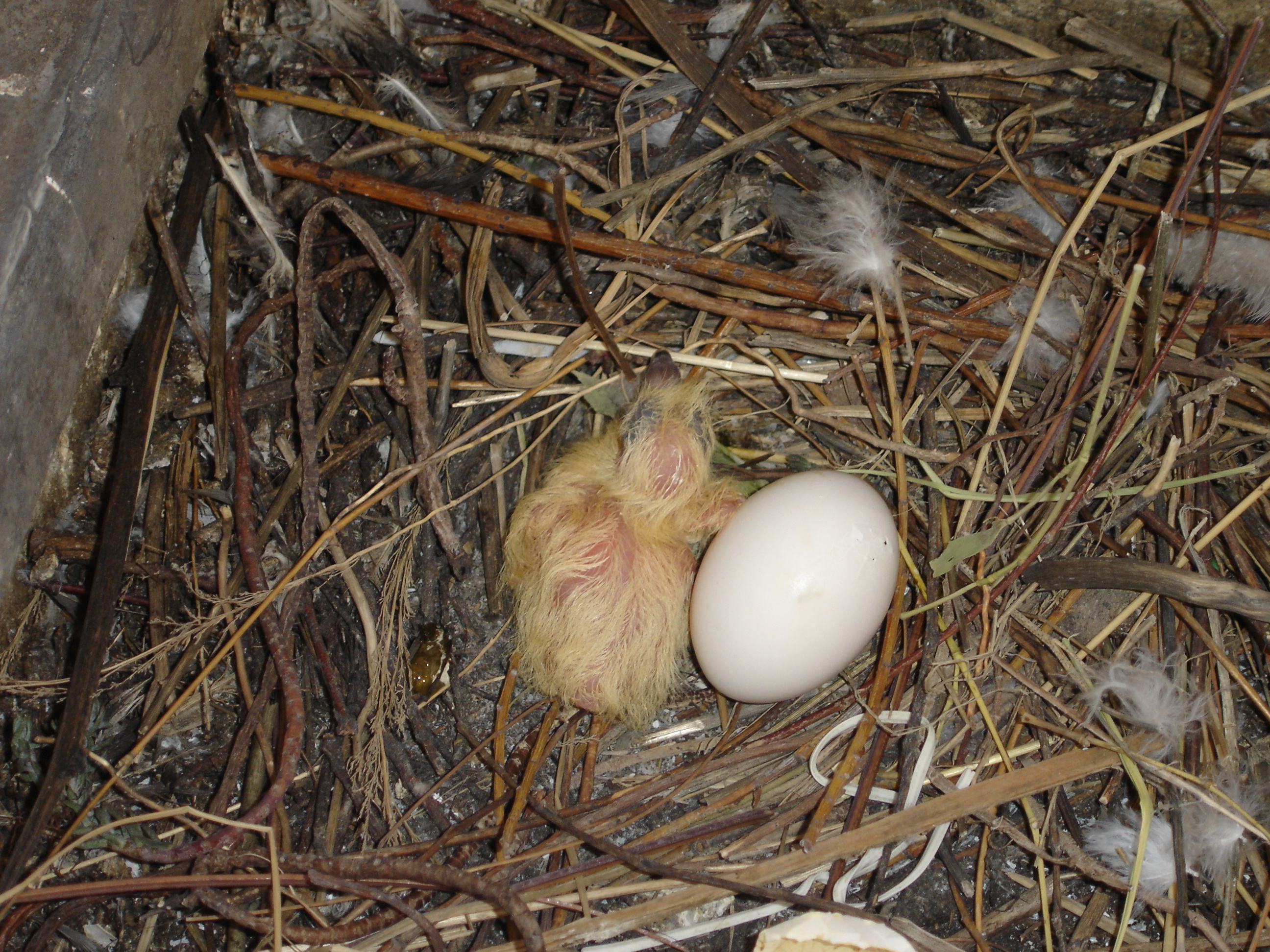
Tojás és a már kikelt fióka a fészekben

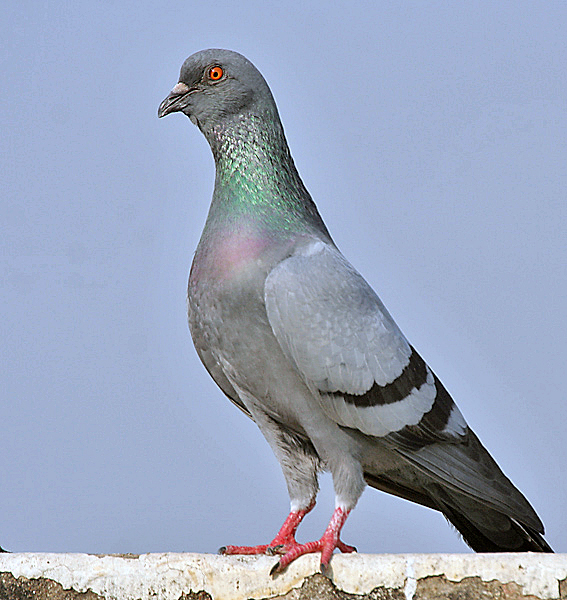

A szirti galamb (Columba livia) a madarak osztályának galambalakúak (Columbiformes) rendjébe és a galambfélék (Columbidae) családjába tartozó faj.

## Előfordulása
A világ nagy részén elterjedt, megtalálható Európa déli részén és Angliában, de terjeszkedik északi irányba, honos Ázsiában is.
Szerte a Földön sokfelé él betelepített populációja, így Észak- és Dél-Amerikában, Közép-Amerikában, a Karib-térségben, a Bahama-szigeteken, a Bermuda-szigeteken, a Juan Fernández-szigeteken, a Húsvét-szigeten, a Társaság-szigeteken, a Marquises-szigeteken, Szamoán, a Fidzsi-szigeteken, a Hawaii szigeteken, Ausztráliában, Új-Zélandon, a Norfolk-szigeten, Mauritiuson, az Andamán-szigeteken, a Nikobár-szigeteken, Déli-Georgia szigetén és Szent Ilona szigetén is.
Egyik alfaja, a C. l. domestica a házi galamb.

## Alfajai
- Columba livia atlantis
- Columba livia butleri
- Columba livia canariensis
- Columba livia dakhlae
- Columba livia domestica (házi galamb)
- Columba livia gaddi
- Columba livia gymnocycla
- Columba livia intermedia
- Columba livia livia
- Columba livia lividior
- Columba livia neglecta
- Columba livia nigricans
- Columba livia palaestinae
- Columba livia schimperi
- Columba livia targia

## Megjelenése
Testhossza 31–34 cm, szárnyfesztávolsága 63–76 cm, testtömege pedig 230–370 g. Szürkés-kékes tollazat jellemző rá. A kék galambtól fehér farcsíkja különbözteti meg, de ez nem mindegyik alfajára igaz.

## Életmódja
Gyommagvakkal és haszonmagvakkal táplálkozik. Hozzászokott az emberi településekhez, elterjedési területén belül, szinte minden városban megtalálható. A párok hűségesek egymáshoz. Mivel betegségeket terjeszt, és az ürülékével szennyezi a környezetét, állandó üldöztetésnek van kitéve. Bár a béke jelképe, a valóságban eléggé agresszív állat, a gyengébbeket elüldözi a tápláléktól. 

## Szaporodása
A hím faroktollaival „söprögetve”, begyét felfújva turbékolással udvarol a tojónak. A nász után magas épületek, tornyok vagy sziklák közé növényi anyagokból készíti fészkét. Fészekalja 1-2 tojásból áll, melyen 17 napig kotlik. A költésben és a fiókák felnevelésében mindkét szülő részt vesz. Eleinte begytejjel táplálják őket és csak egy-két hét után térnek rá a felpuhított magvakra. Évente többször is fészkelnek.

## Kárpát-medencei előfordulása

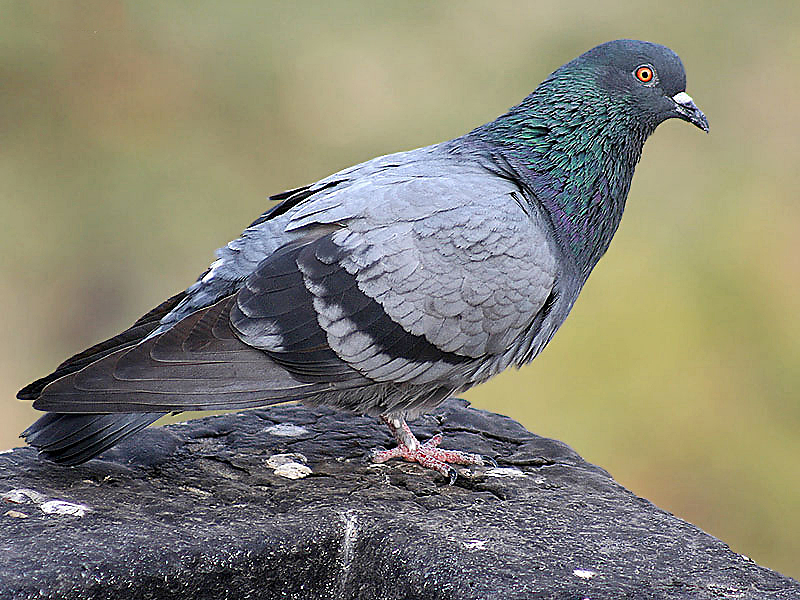

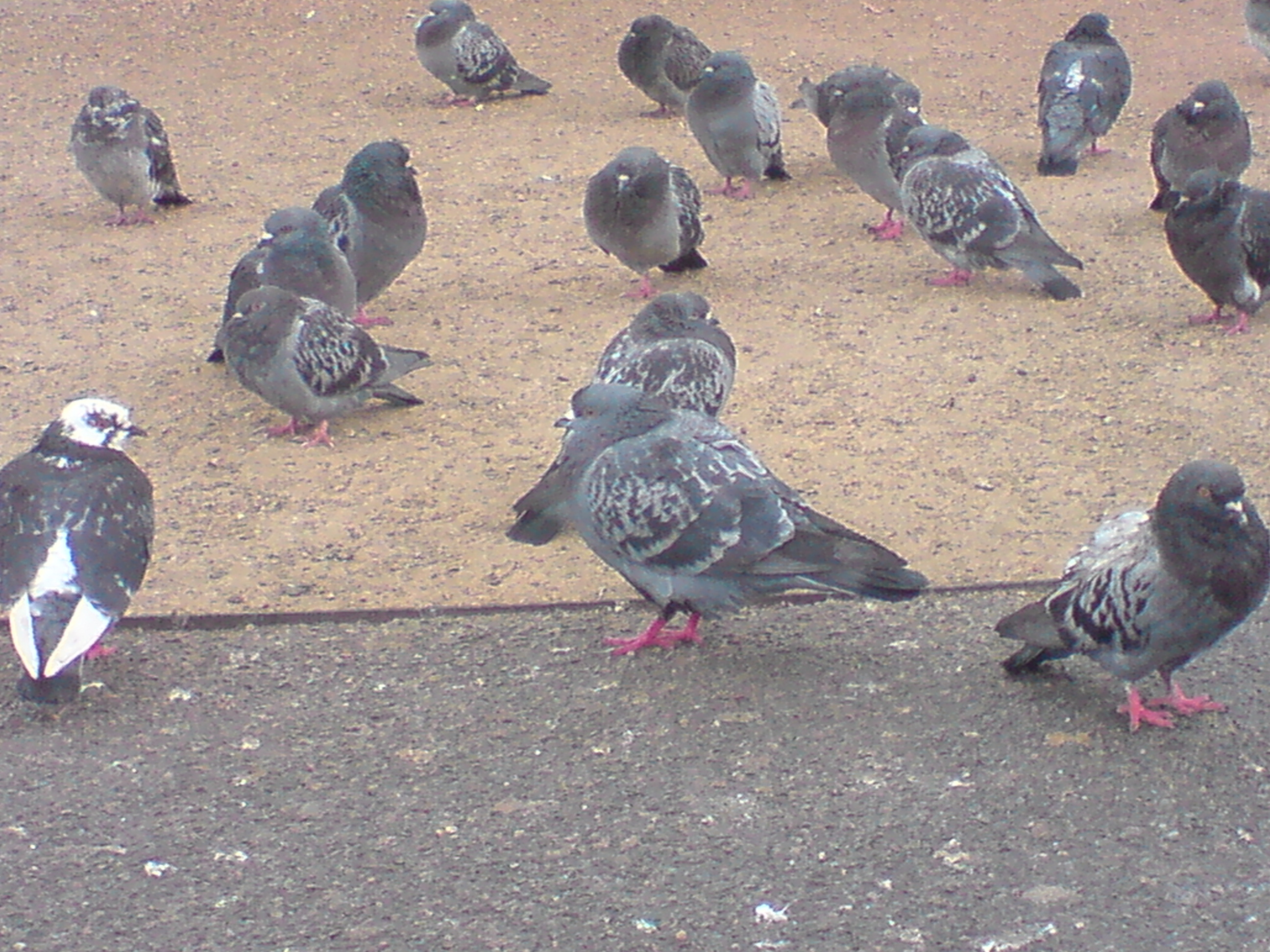
A házi alfaja

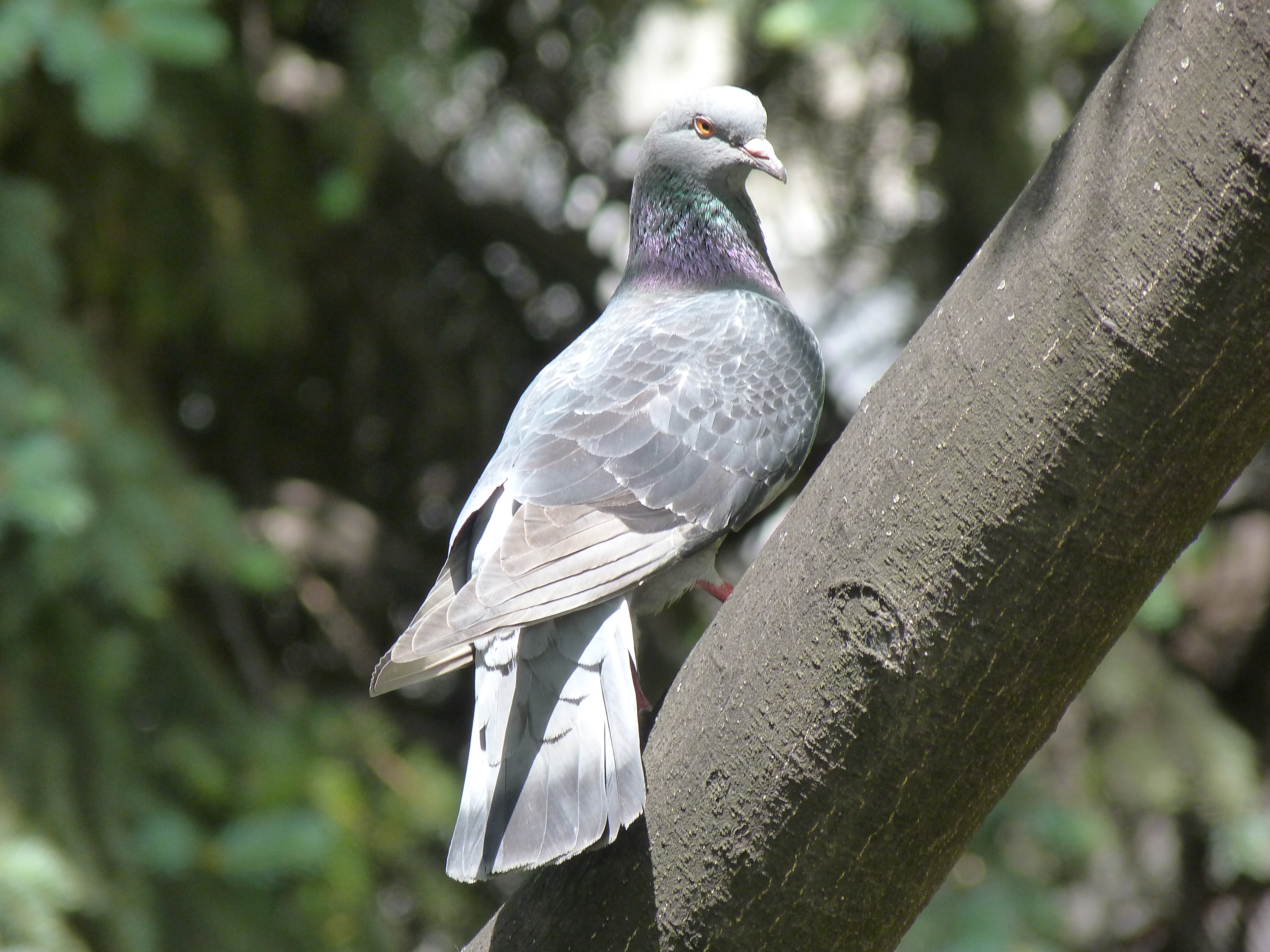
Szirti galamb a Kossuth téren

A Kárpát-medencében a szirti galamb vad változata nem őshonos. A háziasított galambok valószínűleg a római korban jelentek meg először. Elvadult alakjuk, az ún. parlagi galamb, azonban lakott területeken nagy egyedszámú, rendszeres fészkelő. Némelyik példány meg sem különböztethető a szirti galambtól. Állandó madár, nem vonul.